# Kostaryka na Letnich Igrzyskach Olimpijskich 1972
Kostarykę na Letnich Igrzyskach Olimpijskich 1972 reprezentowało 3 zawodników. Był to 4. start reprezentacji Kostaryki na letnich igrzyskach olimpijskich. 

## Skład kadry

### Judo
Mężczyźni
- Roberto Solórzano - waga półciężka - 19. miejsce

### Lekkoatletyka
Mężczyźni
- Rafael Pérez - 10 000 metrów - odpadł w eliminacjach

### Strzelectwo
Mężczyźni
- Hugo Chamberlain

Karabin małokalibrowy, leżąc, 50 m - 68. miejsce
Karabin małokalibrowy, trzy postawy, 50 m - 56. miejsce